# Pelobatidae
Los sapos de espuelas son una familia de anfibios anuros, Pelobatidae, con un solo género actual Pelobates y varios fósiles. Son autóctonos del paleártico: Europa, noroeste de África, y Asia occidental.

## Descripción
Los sapos de espuelas miden hasta de 10 cm de longitud, con coloración mimética. Son cavadores de suelos arenosos. Tienen espolones en las patas traseras que le ayudan a enterrarse en el suelo suelto. Emergen tras las lluvias y se dirigen a los charcos temporales para reproducirse.
Todas las especies de esta familia tienen renacuajos de vida libre. Los huevos son depositados en charcos temporales que se evaporan rápidamente. Esto obliga a un desarrollo rápido, de poco más de dos semanas, pero esto no impide alcanzar tamaños muy grandes, similar en peso al tamaño de los adultos.

## Publicación original
- Bonaparte, C. L. J. L. 1850. Conspectus systematum Herpetologiae et amphibiologiae. Editio altera reformata. Lugdini Batavorum: E. J. Brill.

## Taxonomía
Familia Pelobatidae
- Género †Elkobatrachus Henrici & Haynes, 2006[3]
  - †Elkobatrachus brocki
- Género †Macropelobates Noble, 1924
- Género †Eopelobates Parker, 1929
- Género †Miopelobates Wettstein-Westersheimb, 1955
- Género Pelobates Wagler, 1830 (4 sp.)

## Sinonimia
Sinonimia de la familia Pelobatidae:
- Pelobatina — Bonaparte, 1850
- Pelobatoidei — Lichtenstein & Martens, 1856
- Pelobatides — Bruch, 1862
- Pelobatida — Knauer, 1883
- Pelobatina — Schultze, 1891
- Pelobatinae — Fejérváry, 1922
- Pelobatoidia — Dubois, 2005
- Pelobatoidea — Dubois, 2005[4]

## Fósiles
El representante fósil más antiguo de esta familia es Elkobatrachus, descrito en 2006. En la Formación Morrison del Jurásico hay un ilion de una especie de esta familia indeterminada Este ilion es mayor que el del Discoglósido contemporáneo Enneabatrachus.